# Нуган
Нуга́н (бур. Нуган, нуга — «заливной луг») — улус в Тункинском районе Бурятии. Входит в сельское поселение «Харбяты».

## География
Расположен в Тункинской долине на правом берегу реки Иркут в 7 км к северо-западу от центра сельского поселения, села Харбяты, в 5 км к востоку от центральной части районного центра, села Кырен, на северной стороне Тункинского тракта.

## Население
| 2002 | 2010 |
| ---- | ---- |
| 215  | ↗244 |